# Drepanura
Genre
Drepanura est un genre de collemboles de la famille des Entomobryidae.

## Liste des espèces
Selon Checklist of the Collembola of the World (version du 6 septembre 2019) :
- Drepanura albocoerulea (Schött, 1917)
- Drepanura annulicornuta Scott, 1963
- Drepanura aurifera Salmon, 1941
- Drepanura californica Schött, 1891
- Drepanura cinquilineata Womersley, 1934
- Drepanura citricola Womersley, 1934
- Drepanura cobaltina (Schött, 1917)
- Drepanura coeruleopicta (Schött, 1917)
- Drepanura comosa (Börner, 1903)
- Drepanura delamarei Christiansen, 1963
- Drepanura deliblatica Loksa & Bogojevic, 1970
- Drepanura eburnea Denis, 1924
- Drepanura falcifera Bonet, 1930
- Drepanura kirgisica Martynova, 1971
- Drepanura liuae Ma, Chun & Greenslade, 2015
- Drepanura lonnbergi (Wahlgren, 1899)
- Drepanura ludmilae Kaprus & Szeptycki, 1992
- Drepanura mongolica Yosii, 1949
- Drepanura montana Martynova & Chikatunov, 1968
- Drepanura nubila Barra & van Harten, 2009
- Drepanura pallens Rusek, 1981
- Drepanura perpulchra (Packard, 1873)
- Drepanura pigmentata Bonet, 1934
- Drepanura pigmentata Delamare Deboutteville, 1952
- Drepanura polychaeta Ma, Chun & Greenslade, 2015
- Drepanura quadrilinata Stebaeva, 1973
- Drepanura sexmaculata (Stach, 1963)
- Drepanura sublateralis Stach, 1963
- Drepanura tuxeni Nosek, 1964
- Drepanura vtorovi Martynova, 1970
- Drepanura wahlgreni Bonet, 1934

## Publication originale
- Schött, 1891 : Beiträge zur Kenntnis Kalifornischer Collembola. Bihang Till Kungliga Svenska Vetenskapsakademiens Handlingar, sér. 17, vol. 5, no 8, p. 1-25.